# Koloredov
Koloredov – dawna morawska osada na terenie miasta Frydek-Mistek w kraju morawsko-śląskim, w powiecie Frydek-Mistek w Czechach, na lewym brzegu Ostrawicy, naprzeciwko śląskiego Frydka i na północ od Mistka.

## Historia

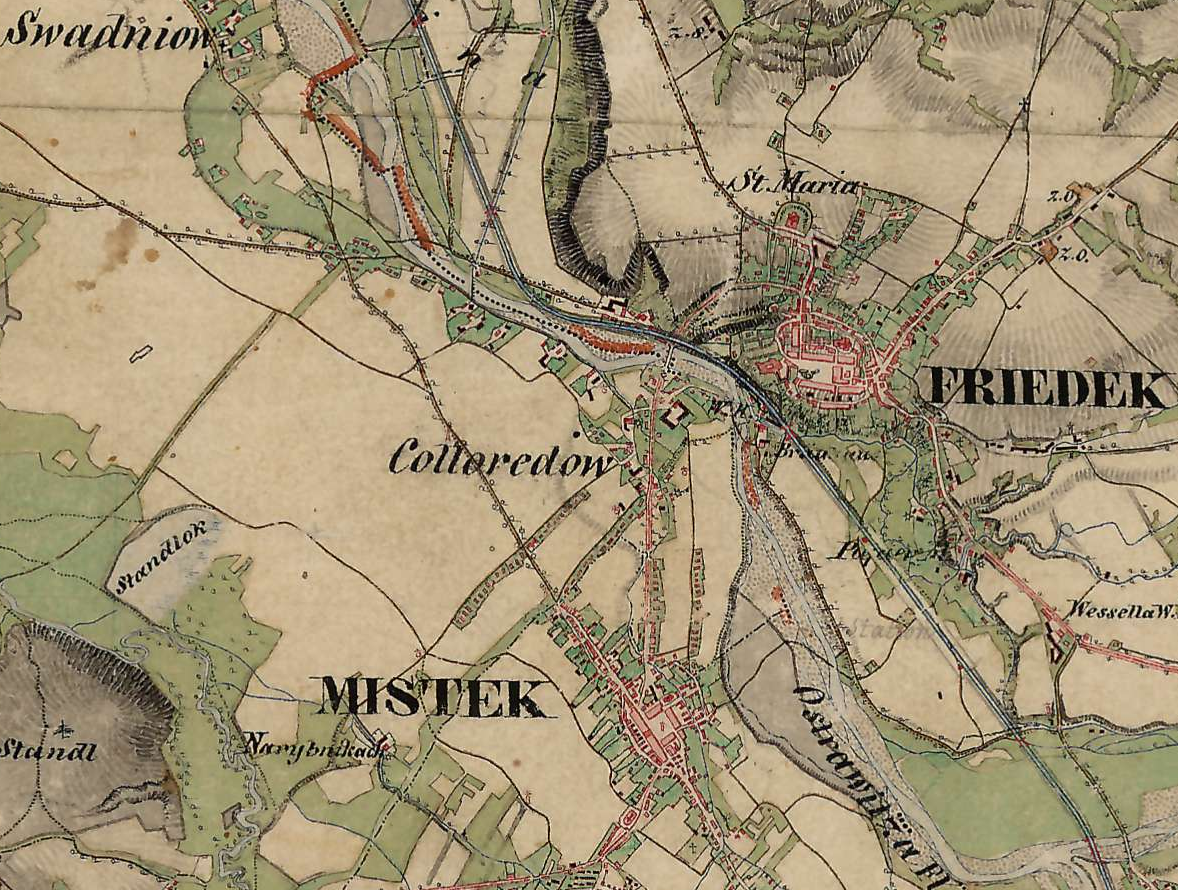
Colloredow na mapie około 1840 roku

Osada powstała w 1789 jako tzw. kolonia, wskutek rozparcelowania obszaru dworskiego w granicach gminy Sviadnov przy granicy z Mistkiem. Została nazwana na cześć biskupa ołomunieckiego Antona Theodora von Colloredo-Waldsee-Mels. W opisie państwa hukwaldzkiego z 1835 Kolloredow został wymieniony wśród miejscowości, które żyły z tkactwa i handlu lnem, zamieszkały był w większości przez rzymskich katolików i 19 niekatolików. Jednym z głównych rynków zbytu była Galicja, skąd przybywało wielu handlarzy żydowskich, którzy z czasem tu osiedli, nie mogąc zamieszkać w samym Mistku albo Frydku. Przykładem jest Filip Landsberger, właściciel gospody i gospodarstwa w Wilamowicach, który zamieszkał tu w latach 40. XIX wieku. Założył on rodzinę, która obok kilku innych zdominowała miejscowy frydecko-mistecki przemysł lniany, a później bawełniany, który był motorem napędowym rozwoju dwumiasta. Koloredov usamodzielnił się jako gmina w 1868. Według austriackiego spisu ludności z 1900 r. Kolloredow/Koloredov liczył 1716 mieszkańców zamieszkałych w 164 domach, na obszarze 87 hektarów. 930 posługiwało się towarzysko językiem czeskim, 735 niemieckim, 33 innym językiem, 1566 było katolikami, 41 ewangelikami, a 109 żydami. Jako gminę silnie zależną od Mistka przyłączono ją do niego w 1908 roku. Odtąd Koloredov stał się częścią gminy katastralnej Mistka, ale upamiętniony jest w nazwie ulicy Malý Koloredov.